# 文明 (游戏)
《文明》（英語：Civilization），全稱《席德·梅爾的文明》（Sid Meier's Civilization），是由席德·梅爾在1991年為美國MicroProse所開發的4X概念體系的回合制策略電腦遊戲。這個遊戲主要的目標在於在陸地上發展出一個偉大的帝國。本遊戲自古代開始，玩家隨世代演進嘗試擴張及發展帝國，直到現代及離現在不遠的未來時代。

## 遊戲平台

Amiga系統上的文明

文明原是發展於DOS作業系統上的個人電腦遊戲。本遊戲已為不同平台（包括Windows、麥金塔電腦、Linux、Amiga及超級任天堂）經過多次的修正版，並且現存有數個版本。

## 描述
文明是一個單機版遊戲（不過有一個單獨的遊戲叫《文明線上》，此外《文明II》及《文明III》都有多玩家版，2005年10月发行的文明四代有较高级的多玩家系统）。玩家扮演著一個文明的統治者，從只有一個開拓者單位開始（有時候是兩個），並需嘗試建立一個與其他數個（1~23）文明處於競爭关系的帝國。本遊戲是採固定回合制並且需要相當程度的微操作（雖然較各種模擬經營遊戲為少）。
隨著越來越大量的探索、戰爭及外交任務，玩家必須決定在每個城市裡建造設施或軍事單位、在哪裡建立新城市及如何使城市周圍的土地改良以得到最大收益。有時玩家的城鎮可能被沒有特定國籍或領導者的“野蠻人”單位侵略。當沒有無主地可供流動搶劫的野蠻民族定居時，此類威脅在遊戲中即消失。
在遊戲開始前，玩家須選擇一個歷史上的文明來玩。每個文明都有真正僅在遊戲初期造成影響的優點及缺點，例如：有些文明一開始即有製陶術的文明演進，而有些則沒有。不過由電腦來扮演對手時，某些特定文明的特徵仍會顯露出來，例如阿茲特克是極度地战争份子。其他可選擇的文明包括美國、蒙古及羅馬等。每一個文明是由一個歷史人物所領導。

《文明II》

本遊戲的範圍很巨大——比起其他大部分的電腦遊戲。遊戲開始時，玩家控制一或二個開拓隊單位，可建立新城市、改良土地及建造如礦坑、道路及之後的鐵路等等的設施。遊戲中開始的時間是西元前4000年，如果玩到最後，遊戲強迫玩家退休的時間是西元後2050年。
當時間演進，新的科技被研發出來，這些科技是遊戲中改變及成長的主要方式。在開始沒多久時，玩家可以從製陶術、車輪及字母等演進選擇一個，當遊戲結束時，科技演進到核分裂、太空飛行等等。如果玩家的文明第一個學會特定的科技，例如：飛行的秘密，玩家可獲得很大的優勢。每個演進使文明可建造新的軍事單位、城市設施或衍生科技，例如：有了車輪技術後才能製造雙輪戰車單位、有了製陶術才能建造穀倉等等。從頭到尾全部的演進系統被稱為科技樹，一個適用於很多其他策略遊戲中的概念。
玩家在遊戲中各時代也可以建造世界奇觀。從古代的金字塔、中國的長城，到工業時代的自由女神像、甚至到現代的阿波羅計畫、聯合國及曼哈頓計畫。這些奇觀每一個只可以被一個文明建造，並且須要很多的資源來建造它（遠高於其他城市升級或軍事單位）。然而每一個奇觀提供了不可由其他方式獲得的特殊利益。奇觀也會隨著科技演進而成為無效。
遊戲勝利必須摧毀其他全部的文明，或是成為第一個成功太空殖民的文明。後者必須殖民半人馬座α的恆星系統。

## 留下的影響
《文明》开创了回合制4X游戏类型，也是这个类型最为重要的作品系列之一。自它之后的所有的回合策略游戏几乎都遵循了它所开创的原则（扩张，发展经济，研究科技，击溃或吞并敌人）。
《文明II》是在1996年推出，並且發行了兩個資料片，並在1999年推出多玩家黃金版。《文明III》在2001年推出，並且推出加入多玩家功能的兩款資料片。
席德·梅爾承認從另一個由亞維隆山丘公司所推出，同樣命名為《文明》的桌上遊戲中“借用”了許多關於科技樹的概念。諷刺的是，現在有另一個叫《文明》的桌上遊戲名反而是以電腦遊戲為基礎所開發出來的。
《阿爾法半人馬星座》這個遊戲是席德同類型的另一個製作，不過是採取未來主義、太空作為主題。有許多介面及遊戲玩法是由這個遊戲所創新，最後成功地進入《文明三代》。現今最新的系列作則是《文明帝國6》此外，在《文明二代》跟《文明三代》之間，美國動視公司曾推出一款《文明之權傾天下》。
本系列遊戲是最受歡迎的戰略遊戲分支之一，有一群忠实支持者，也產生了一些额外版本，例如《Freeciv》 。也有很多基本構想被拆開被其他研發者採用。

## 相關書籍
- Rome on 640K a Day by Johnny Wilson and Alan Emrich, ISBN 1-55958-191-3

## 外部連結
- （英文）MobyGames上的文明系列相關資訊 （页面存档备份，存于）
- （英文）Civfanatics （页面存档备份，存于），一個文明帝國系列愛好者的站點